# Erythranthe alsinoides
Erythranthe alsinoides är en gyckelblomsväxtart som först beskrevs av David Douglas och George Bentham, och fick sitt nu gällande namn av Guy L. Nesom och N.S.Fraga. Erythranthe alsinoides ingår i släktet Erythranthe och familjen gyckelblomsväxter. Inga underarter finns listade i Catalogue of Life.